# Juan Crisóstomo Falcón
Juan Crisóstomo Falcón Zavarce est un général et homme d'État vénézuélien, né à Jadacaquiva en Grande Colombie, aujourd'hui au Venezuela, le 27 janvier 1820 et mort à Fort-de-France (Martinique) le 29 avril 1870. Il est le 14e président du Venezuela du 15 juin 1863 au 25 avril 1868.

## Carrière politique
Membre du Parti libéral fédéral vénézuélien, il est une première fois président du Venezuela à la suite d'un mouvement rebelle en août 1859 mais la rébellion est vite écrasée. Il est ensuite reconnu président légitime du Venezuela de 1863 à 1868, date à laquelle une révolution conservatrice conduite par le général José Tadeo Monagas met fin à son mandat. Il est aussi brièvement renversé en 1865. À la fin de son mandat, Falcón émigre en Europe. Il meurt en Martinique en 1870.
Il est le premier président à avoir aboli la peine de mort.
Il est enterré au Panthéon national du Venezuela.